# Жовківська міська територіальна громада
Жовківська міська громада — територіальна громада в Україні, в Львівському районі Львівської області. Адміністративний центр — місто Жовква.
Площа громади — 454,4 км², населення — 34 667 мешканців (2020).

## Населені пункти
У складі громади 1 місто (Жовква) і 48 сіл:
- Бесіди
- Блищиводи
- Борові
- Великі Передримихи
- Відродження
- Воля-Висоцька
- В'язова
- Галасі
- Глинськ
- Гори
- Деревня
- Дернівка
- Діброва
- Забрід
- Завади
- Залози
- Замочок
- Зіболки
- Казумин
- Козулька
- Копанка
- Крехів
- Кропи
- Крута Долина
- Кулява
- Липники
- Любеля
- Майдан
- Малі Передримихи
- Мацошин
- Мокротин
- Нагірці
- Нова Скварява
- Оплітна
- Папірня
- Поляни
- Руда
- Руда-Крехівська
- Сарнівка
- Сопошин
- Сороки
- Соснина
- Стара Скварява
- Тернів
- Туринка
- Фійна
- Чистопілля
- Школярі